# 전주곡 (리스트)

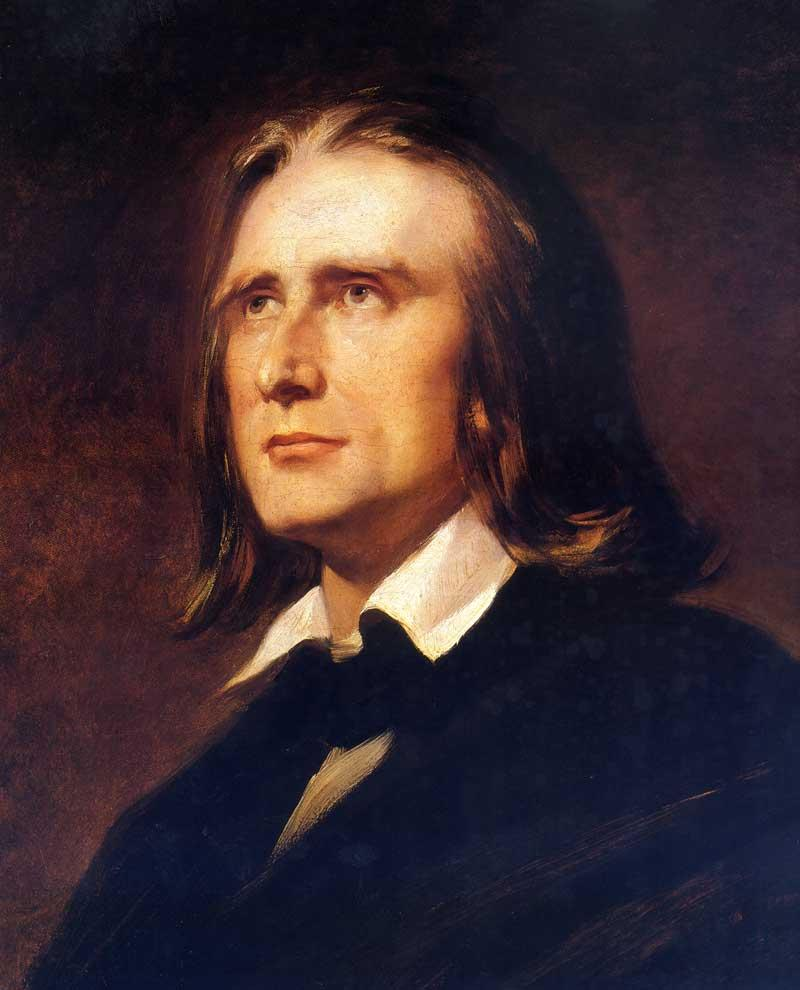
Wilhelm von Kaulbach 의 1856년 그림 이후의 Franz Liszt.

전주곡, S.97은 프란츠 리스트의 교향시 중 세 번째이다. 음악은 1849-55년 사이에 작곡되었으며 리스트의 합창곡 Les quatre élémens 의 서곡으로 시작되었다. (네 가지 요소)는 프랑스 시인 라마르틴의 영감을 받아 수정되었다. 초연은 1854년 2월 23일에 리스트 자신이 지휘했다. 악보는 Breitkopf &amp; Härtel에 의해 1856년에 출판되었다. 교향시라는 오케스트라 작품의 초기 예이다.
프랑스 시인 알폰스 드 라마르틴(Alphonse de Lamartine)의 영감을 받아 "시작" 또는 "전주곡"으로 번역되는 새로운 제목인 Les préludes를 획득했다.
현악기, 목관악기, 금관악기( 튜바 및 베이스 트롬본 포함 ), 하프 및 다양한 타악기( 팀파니, 사이드 드럼, 베이스 드럼 및 심벌즈 )로 구성된 대규모 오케스트라를 위해 작성되었다. 다음 섹션으로 구성된다.
- 질문(서론 및 Andante maestoso ) (1-46절)
- 사랑(47-108절)
- 폭풍(막대 109–181)
- 목가적인 고요함(소절 182–344)
- 전투와 승리(345-420절) ('질문' 요약, 405절 이하) )

그러나 이 작품은 원래 이 주기의 4개 합창단의 음악에서 가져온 Joseph Autran 의 시를 배경으로 한 Les quatres élémens의 서곡으로 생각되었다. 리스트는 이 작품의 기원을 모호하게 하기 위한 조치를 취한 것으로 보인다.
1856년 출판된 악보는 라마르틴의 것이 아닌 텍스트 서문을 포함합니다.
죽음에 의해 억양되는 첫 번째이자 엄숙한 음표인 미지의 찬미가에 대한 일련의 서곡이 아니면 우리의 삶이 무엇인가? - 사랑은 모든 존재의 빛나는 새벽이다. 그러나 행복의 첫 번째 기쁨이 어떤 폭풍에 의해 중단되지 않는 운명은 무엇입니까? 필멸의 폭발이 그 미세한 환상을 소멸시키고 치명적인 번개가 그 제단을 삼키게 하는 것이다. 그리고 이 폭풍우 중 하나에서 빠져나와 들판의 고요한 삶 속에서 자신의 기억을 쉬게 하려고 애쓰지 않는 잔인하게 상처받은 영혼은 어디에 있습니까? 그럼에도 불구하고 인간은 처음에는 자연의 품에서 공유했던 자비로운 고요함을 즐기기 위해 자신을 거의 포기하지 않고, "나팔이 경보를 울릴 때" 그는 전쟁이 무엇이든 간에 위험한 초소로 서둘러 간다. 마침내 전투에서 자신에 대한 완전한 의식과 에너지의 완전한 소유를 회복하기 위해 그를 대열에 불러들인다.
이 서문의 가장 초기 버전은 리스트의 동반자 캐롤라인 주 세인 비트겐슈타인(Carolyne zu Sayn-Wittgenstein)이 1854년 3월에 작성했다. 이 버전은 라마르틴의 송가에서 인용한 일부 라인이 포함된 방대한 반영으로 구성되어 있다. 악보의 일부로 1856년 4월 출판을 위해 대폭 단축되었다. 라마르틴의 시에서 "트럼펫이 경보를 울린다"라는 문장과 "Les préludes"라는 제목만 남아 있다.
서문의 다른 버전은 1855년 12월 6일 베를린 에서 열린 레 프렐류드 공연을 위해 작성되었다. 1855년 버전에서 라마르틴과의 연관성은 "우리의 삶은 죽음에 의해 인조된 첫 번째이자 엄숙한 음표인 알려지지 않은 찬송가의 전주곡이 아닌 다른 무엇인가?"라는 질문으로 축소되었다.
리스트 자신은 1857년 3월 26일 에두아르드 리스트에게 보낸 편지에서 Les préludes라는 제목과 관련하여 또 다른 힌트를 주었다. 이에 따르면 리스트 자신의 작곡 경로의 시작을 나타낸다.
각주

1. ↑  Müller-Reuter (1909) p. 266.
2. ↑  Taruskin (2010), p. 423
3. ↑  This English version is taken from vol. I, 2 of the complete edition of Liszt's musical works of the "Franz Liszt Stiftung".
4. ↑  Walker (1989) p. 307, n. 13.
5. ↑  Walker (1989) p. 297
6. ↑  Müller-Reuter (1909), p. 300.
7. ↑  La Mara (ed.): Liszts Briefe, Band 1, translated to English by Constance Bache, No. 180.